# Военна рампа
„Военна рампа“ е промишлена зона на град София, България, разположена в районите „Сердика“ и „Надежда“, на 3,6 километра северно от центъра на града.
Граничи с кварталите „Лев Толстой“ и „Свобода“ и Северния парк на запад, с промишлената зона „Илиянци“ и квартал „Бенковски“ на север, квартал „Орландовци“ на изток и Централните софийски гробища и промишлената зона около Централната гара на юг.

## Улици и произход на имената им
| Път                                 | Наречен на                                                      | Местоположение |
| ----------------------------------- | --------------------------------------------------------------- | -------------- |
| „Александър Михов“                  | ?                                                               | Карта          |
| „Бяла бука“                         | ?                                                               | Карта          |
| „Военна рампа“                      | „София – север“, гара в квартала                                | Карта          |
| „Гарова“                            | „София – север“, гара в квартала                                | Карта          |
| „Елов дол“                          | ?                                                               | Карта          |
| „Илиянско шосе“                     | „Илиянци“, квартал на София                                     | Карта          |
| „Илиянци“                           | „Илиянци“, квартал на София                                     | Карта          |
| „Йордан Хаджиконстантинов - Джинот“ | Йордан Хаджиконстантинов – Джинот (1818 – 1882), просветен деец | Карта          |
| „Константин Преславски“             | Константин Преславски (IX – X век), писател и духовник          | Карта          |
| „Коце Ципушев“                      | Коце Ципушев (1877 – 1968), революционер                        | Карта          |
| „Локомотив“                         | Локомотив, транспортна машина                                   | Карта          |
| „Нешо Бончев“                       | Нешо Бончев (1839 – 1878), публицист                            | Карта          |
| „Павел Бобеков“                     | Павел Бобеков (1852 – 1877), революционер                       | Карта          |
| „Петър Панайотов“                   | Петър Панайотов (1878 – 1926), цирков артист                    | Карта          |
| „Проф. Иван Георгов“                | Иван Георгов (1862 – 1936), философ                             | Карта          |
| „Първа българска армия“             | Първа българска армия, военна част                              | Карта          |
| „Рожен“                             | Роженски манастир, манастир в Санданско                         | Карта          |
| „Рударка“                           | ?                                                               | Карта          |
| „Свободна“                          | Свобода, философска концепция                                   | Карта          |
| „Сергей Румянцев“                   | Сергей Румянцев (1896 – 1925), поет                             | Карта          |
| „Царибродски край“                  | Царибродско, област в Сърбия и България                         | Карта          |
| „Шлосер“                            | Шлосер, професия                                                | Карта          |